# Joel Asoro
Joel Joshoghene Asoro (Estocolmo, 27 de abril de 1999) es un futbolista sueco. Juega de delantero en el F. C. Metz de la Ligue 1.

## Trayectoria

### Inicios
Comenzó su carrera en el IFK Haninge en un suburbio al sur de Estocolmo. Cuando tenía once años se trasladó al IF Brommapojkarna, conocido en toda Suecia por su academia juvenil que ha producido jugadores como John Guidetti, Albin Ekdal, Simon Tibbling y Ludwig Augustinsson. Fue pretendido por algunos de los principales clubes de Europa, entre ellos el Manchester City, Manchester United, Chelsea y Juventus.

### Sunderland
Firmó para el equipo inglés Sunderland en 2015. El 21 de agosto de 2016, un año después de unirse al club, hizo su debut profesional en la liga contra el Middlesbrough. Llegó como sustituto en el minuto 81 de Duncan Watmore. Se convirtió en el jugador más joven de la Premier League de Sunderland y Suecia. El 24 de agosto de 2016 recibió su primera apertura en Sunderland bajo el mando del mánager David Moyes en la victoria por 1-0 sobre el equipo Shrewsbury Town de la League One en la segunda ronda de la EFL Cup. Más tarde apareció como titular en la ronda de la EFL Cup 3 victoria sobre Queens Park Rangers del Championship y fue reemplazado por Joshua Maja.

## Estadísticas

### Clubes
Actualizado al último partido jugado el 28 de marzo de 2025.
| Club                           | Div.          | Temporada     | Liga  | Liga  | Copas nacionales(1) | Copas nacionales(1) | Copas internacionales(2) | Copas internacionales(2) | Total | Total | Media goleadora(3) |
| Club                           | Div.          | Temporada     | Part. | Goles | Part.               | Goles               | Part.                    | Goles                    | Part. | Goles | Media goleadora(3) |
| ------------------------------ | ------------- | ------------- | ----- | ----- | ------------------- | ------------------- | ------------------------ | ------------------------ | ----- | ----- | ------------------ |
| Sunderland A. F. C. Inglaterra | 1.ª           | 2016-17       | 1     | 0     | 3                   | 0                   | —                        | —                        | 4     | 0     | 0                  |
| Sunderland A. F. C. Inglaterra | 2.ª           | 2017-18       | 26    | 3     | 3                   | 0                   | —                        | —                        | 29    | 3     | 0,1                |
| Sunderland A. F. C. Inglaterra | Total club    | Total club    | 27    | 3     | 6                   | 0                   | 0                        | 0                        | 33    | 3     | 0,09               |
| Swansea City A. F. C. Gales    | 2.ª           | 2018-19       | 14    | 0     | 3                   | 0                   | —                        | —                        | 17    | 0     | 0                  |
| F. C. Groningen · Países Bajos | 1.ª           | 2019-20       | 15    | 3     | 2                   | 0                   | —                        | —                        | 17    | 3     | 0,18               |
| F. C. Groningen · Países Bajos | Total club    | Total club    | 15    | 3     | 2                   | 0                   | 0                        | 0                        | 17    | 3     | 0,18               |
| Swansea City A. F. C. Gales    | 2.ª           | 2020-21       | 0     | 0     | 1                   | 0                   | —                        | —                        | 1     | 0     | 0                  |
| Swansea City A. F. C. Gales    | Total club    | Total club    | 14    | 0     | 4                   | 0                   | 0                        | 0                        | 18    | 0     | 0                  |
| Genoa C. F. C. · Italia        | 1.ª           | 2020-21       | 0     | 0     | 0                   | 0                   | —                        | —                        | 0     | 0     | 0                  |
| Genoa C. F. C. · Italia        | Total club    | Total club    | 0     | 0     | 0                   | 0                   | 0                        | 0                        | 0     | 0     | 0                  |
| Djurgårdens IF · Suecia        | 1.ª           | 2021          | 26    | 3     | 3                   | 0                   | —                        | —                        | 29    | 3     | 0,1                |
| Djurgårdens IF · Suecia        | 1.ª           | 2022          | 29    | 6     | 4                   | 0                   | 12                       | 7                        | 45    | 13    | 0,29               |
| Djurgårdens IF · Suecia        | 1.ª           | 2023          | 16    | 3     | 5                   | 1                   | 4                        | 1                        | 25    | 5     | 0,2                |
| Djurgårdens IF · Suecia        | Total club    | Total club    | 71    | 12    | 12                  | 1                   | 16                       | 8                        | 99    | 21    | 0,21               |
| F. C. Metz Francia             | 1.ª           | 2023-24       | 20    | 2     | 1                   | 0                   | —                        | —                        | 21    | 2     | 0,1                |
| F. C. Metz Francia             | 2.ª           | 2024-25       | 20    | 3     | 3                   | 0                   | —                        | —                        | 23    | 3     | 0,13               |
| F. C. Metz Francia             | Total club    | Total club    | 40    | 5     | 4                   | 0                   | 0                        | 0                        | 44    | 5     | 0,11               |
| Total carrera                  | Total carrera | Total carrera | 167   | 23    | 28                  | 1                   | 16                       | 8                        | 211   | 32    | 0,15               |